# Mont-Saint-Michel, Québec
Mont-Saint-Michel är en kommun i provinsen Québec i Kanada. Den ligger i regionen Laurentides, i den sydöstra delen av landet, 160 km norr om huvudstaden Ottawa.